# Wooler (motocicleta)
Wooler fou un fabricant de motocicletes i automòbils britànic amb seu a Alperton, Middlesex (al Gran Londres), que fou fundat per l'enginyer John Wooler el 1911. L'empresa es va fer coneguda pels seus dissenys poc convencionals, entre ells diversos motors bicilíndrics "proa-popa", una motocicleta monocilíndrica d'arbre de lleves vertical, un motor de balancí de quatre cilindres transversals i un de quatre cilindres transversals pla. La majoria de les seves motocicletes compartien el característic disseny de Wooler, basat en un dipòsit de combustible que s'estenia més enllà del cap de direcció per tal de donar-los més autonomia.
Entre 1919 i 1920, Wooler va fabricar l'autocicle Mule, el qual es va deixar de produir el 1920, quan l'empresa es va reformar amb el nom de The Wooler Motor Cycle Company (1919) Ltd. El 1930, la Gran Depressió va provocar el tancament de l'empresa, la qual va tornar a obrir després de la Segona Guerra Mundial i va tancar definitivament el 1956.

## Història

### Motocicletes

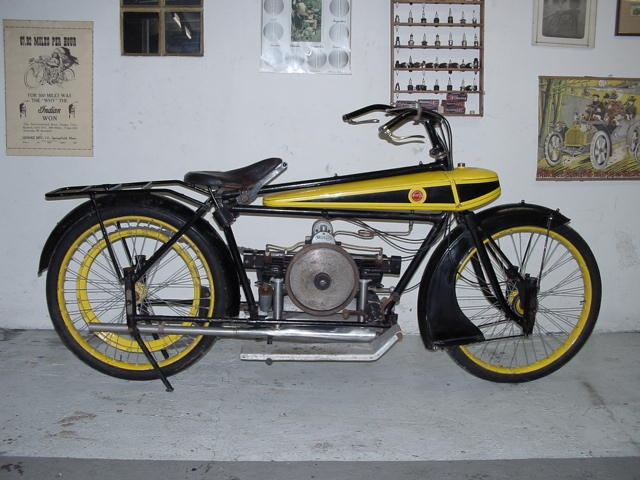
Una Wooler Model B de 1920

John Wooler va dissenyar la seva primera motocicleta el 1909. Duia un motor monocilíndric horitzontal de dos temps amb pistó de doble cap. El primer model de producció fou un de dos temps de 230 cc amb suspensió de molla d'èmbol anterior i posterior i un bastidor "antivibratori" patentat per Wooler. Aquesta moto va ser fabricada per Wilkinson a partir de 1912 amb un motor de 344 cc i comercialitzada com a Wilkinson-Wooler. La producció es va aturar durant la Primera Guerra Mundial i el 1915 es va designar un receptor per a la companyia, però els contractes de municions que aquesta va aconseguir amb la Royal Air Force li van permetre de sobreviure als anys de guerra.
Wooler va reprendre la producció de motocicletes el 1919 amb una moto nova i avançada que es va fer participar al TT de l'illa de Man de 1921. A causa de la seva forma peculiar, Graham Walker la va anomenar "Flying Banana" ("plàtan volador").

### Automòbils
El febrer de 1919, l'empresa va presentar l'autocicle Wooler Mule. Duia un motor bicilíndric refrigerat per aire de 1.022 cc de vàlvules rotatives, amb els cilindres que sortien dels costats del capó i un radiador circular fictici. Tenia una doble roda posterior que li conferia l'aspecte de vehicle de tres rodes. Tot i que no se'n van publicar preus, els informes de premsa contemporanis en suggerien un al voltant de 130 lliures esterlines, augmentat a 185 al desembre. Només se'n van construir uns quants prototips.

### Motocicletes de postguerra
Wooler va tornar el 1945 amb un prototip de 500 cc de quatre eixos transversals amb un motor de format inusual, amb els cilindres posats l'un a sobre de l'altre, com a la Brough Superior Golden Dream. Aquest prototip es va mostrar a la fira d'Earls Court el 1948 i de nou el 1951. Mai no acabava de funcionar correctament i el 1954, Wooler va tornar a Earls Court amb un motor transversal pla completament diferent, tot i que refrigerat encara per aire i amb transmissió d'eix. S'ha dit que no se'n van construir més de cinc unitats abans del tancament de l'empresa el 1956, poc després de la mort de Wooler l'any anterior. Se'n pot veure un exemplar al British National Motorcycle Museum de Bickenhill, West Midlands.